# Regionalliga Süd (1963-74)
La Regionalliga Süd fue la segunda categoría del sistema de ligas de fútbol de Alemania entre 1963 (creación de la Bundesliga) y 1974 (creación de la Zweite Bundesliga). Cubría los estados sureños de Baviera, Baden-Wurtemberg y Hesse.
Era uno de los cinco campeonatos de segunda categoría en los que se dividía el territorio. A partir de 1974, todos los clubes se conformaron según el vigente sistema de ligas, pasando a ser entonces la segunda categoría la mencionada Zweite Bundesliga ó 2. Bundesliga, y desapareciendo estas divisiones. Estas, aunque con distintas reparticiones, reaparecieron en los años 1990 como tercera y posteriormente cuarta categoría.

## Historia
La liga fue creada en 1963 como una de las cinco divisiones del conjunto de divisiones regionales que conformaron la nueva segunda categoría de Alemania, por debajo de la Bundesliga, denominada como Regionalliga. Dentro de ella, la Regionalliga Süd estaba compuesta por los estados de Baviera, Baden-Wurtemberg y Hesse.
El campeón y subcampeón de la liga tenían el derecho a disputar el ascenso a la Bundesliga junto a los otros campeones y subcampeones de las otras cuatro Regionalligen. De los equipos participantes en la división del sur solo el Fußball-Club Bayern y el Offenbacher Fußball-Club Kickers lograron conseguir el ascenso a la nueva máxima categoría, mientras que Fußball-Club Schweinfurt, Spielvereinigung Greuther Fürth, Sportverein Stuttgarter Kickers, Kasseler Sport-Verein Hessen Kassel, Freiburger Fußball-Club y Spielvereinigung Bayern Hof fueron los únicos clubes que disputaron cada una de las once temporadas de existencia de la liga hasta que en 1974, con la instauración de la Zweite Bundesliga como nueva segunda categoría, la Regionalliga Süd desapareció dentro de la nueva reestructuración del fútbol alemán.

### Restablecimiento como división inferior
En 1994 se restaura la Regionalliga como la tercera categoría de Alemania, como una de las ligas que nacieron desde sus inicios y que todavía continua en actividad junto a la Regionalliga Nord, hasta que en 2008 con la creación de la Dritte Bundesliga como la nueva tercera división alemana bajó un nivel y pasó a ser de cuarta categoría.

## Historial
A continuación se listan los campeones de las once ediciones del torneo, destacando cuatro equipos entre ellos, el K. S. V. Hessen Kassel como primer campeón, el F. C. Bayern como primer equipo del sur en ascender a la Bundesliga, el O. F. C. Kickers como único equipo en repetir título y el más laureado con tres campeonatos, coincidiendo además el de 1970 con su victoria en la Copa de Alemania (DFB-Pokal) y ser el único equipo de la historia alemana en ser campeón de dicho torneo perteneciendo a la Regionalliga, y el F. C. Augsburg quien en 1974 ganó el campeonato la misma temporada de su ascenso a la Regionalliga desde la Amateurliga Bayern.
Nota: Nombres y banderas de los equipos según la época. Sombreados los clubes que lograron el ascenso a la Bundesliga.
| Temporada        | Campeón                | Subcampeón          | Tercero                | Notas                                                              |
| Regionalliga Süd | Regionalliga Süd       | Regionalliga Süd    | Regionalliga Süd       | Notas                                                              |
| ---------------- | ---------------------- | ------------------- | ---------------------- | ------------------------------------------------------------------ |
| 1963-64          | K. S. V. Hessen Kassel | F. C. Bayern        | O. F. C. Kickers       | Primer campeonato                                                  |
| 1964-65          | F. C. Bayern           | S. S. V. Reutlingen | O. F. C. Kickers       | Primer ascenso a la Bundesliga de un equipo de la Regionalliga Süd |
| 1965-66          | F. C. Schweinfurt      | O. F. C. Kickers    | S. V. Waldhof Mannheim | Récord de campeonatos consecutivos de un mismo estado              |
| 1966-67          | O. F. C. Kickers       | F. C. Bayern Hof    | S. V. Greuther Fürth   |                                                                    |
| 1967-68          | F. C. Bayern Hof       | O. F. C. Kickers    | S. S. V. Reutlingen    |                                                                    |
| 1968-69          | Karlsruher S. C.       | Freiburger F. C.    | F. C. Bayern Hof       | Primer y único campeón del estado de Hesse                         |
| 1969-70          | O. F. C. Kickers       | Karlsruher S. C.    | F. C. Nürnberg         | Primer equipo en repetir título                                    |
| 1970-71          | F. C. Nürnberg         | Karlsruher S. C.    | K. S. V. Hessen Kassel |                                                                    |
| 1971-72          | O. F. C. Kickers       | F. C. Bayern Hof    | T. S. V. München       | Récord de campeonatos                                              |
| 1972-73          | S. V. Darmstadt        | Karlsruher S. C.    | T. S. V. München       | Récord de campeonatos consecutivos de un mismo estado igualado     |
| 1973-74          | F. C. Augsburg         | F. C. Nürnberg      | T. S. V. München       | Primer y único equipo campeón en su primera participación          |

### Desglose de equipos por temporada
| Club                   | 64 | 65 | 66 | 67 | 68 | 69 | 70 | 71 | 72 | 73 | 74 |
| ---------------------- | -- | -- | -- | -- | -- | -- | -- | -- | -- | -- | -- |
| FC Bayern Munich       | 2  | 1  | B  | B  | B  | B  | B  | B  | B  | B  | B  |
| Kickers Offenbach      | 3  | 3  | 2  | 1  | 2  | B  | 1  | B  | 1  | B  | B  |
| FC Augsburg            | 19 |    |    | 16 |    |    |    |    |    |    | 1  |
| 1. FC Nuremberg        | B  | B  | B  | B  | B  | B  | 3  | 1  | 9  | 5  | 2  |
| TSV 1860 Múnich        | B  | B  | B  | B  | B  | B  | B  | 4  | 3  | 3  | 3  |
| SV Darmstadt 98        |    | 14 | 13 | 14 | 14 | 8  | 18 |    | 7  | 1  | 4  |
| SpVgg Bayreuth         |    |    |    |    |    |    | 17 |    | 13 | 4  | 5  |
| Stuttgarter Kickers    | 14 | 7  | 5  | 4  | 4  | 4  | 12 | 10 | 11 | 8  | 6  |
| SV Waldhof Mannheim    | 11 | 4  | 3  | 11 | 12 | 11 | 20 |    |    | 7  | 7  |
| Karlsruher SC          | B  | B  | B  | B  | B  | 1  | 2  | 2  | 5  | 2  | 8  |
| FC Bayern Hof          | 13 | 9  | 9  | 2  | 1  | 3  | 4  | 13 | 2  | 12 | 9  |
| SpVgg Fürth            | 9  | 8  | 4  | 3  | 7  | 7  | 8  | 7  | 14 | 9  | 10 |
| FSV Frankfurt          | 16 | 10 | 14 | 13 | 16 |    | 19 |    |    |    | 11 |
| VfR Heilbronn          |    |    |    |    |    |    | 14 | 8  | 8  | 6  | 12 |
| VfR Mannheim           | 6  | 6  | 12 | 5  | 6  | 14 | 15 | 16 |    |    | 13 |
| VfR Bürstadt           |    |    |    |    |    |    |    |    |    | 13 | 14 |
| FC Schweinfurt 05      | 7  | 15 | 1  | 10 | 5  | 6  | 5  | 6  | 12 | 14 | 15 |
| KSV Hessen Kassel      | 1  | 5  | 6  | 8  | 8  | 10 | 7  | 3  | 4  | 10 | 16 |
| Freiburger FC          | 10 | 11 | 15 | 7  | 9  | 2  | 6  | 9  | 6  | 15 | 17 |
| SSV Jahn Regensburg    |    |    |    |    | 15 | 5  | 10 | 5  | 16 | 11 | 18 |
| SpVgg Ludwigsburg      |    |    |    |    |    |    |    |    | 15 | 16 |    |
| SSV Reutlingen         | 5  | 2  | 8  | 6  | 3  | 9  | 11 | 15 | 10 | 17 |    |
| FC Wacker München      |    | 17 |    |    |    |    |    | 19 |    | 18 |    |
| Opel Rüsselsheim       |    |    | 10 | 12 | 11 | 15 | 13 | 14 | 17 |    |    |
| FC 08 Villingen        |    |    |    | 15 | 10 | 13 | 9  | 12 | 18 |    |    |
| ESV Ingolstadt         | 12 | 12 | 16 |    |    | 12 | 16 | 11 | 19 |    |    |
| SV Göppingen           |    |    |    |    |    |    |    | 17 |    |    |    |
| Viktoria Aschaffenburg |    |    |    |    |    |    |    | 18 |    |    |    |
| VfL Neckarau           |    |    |    |    |    | 16 |    |    |    |    |    |
| TSV Schwaben Augsburg  | 4  | 16 | 11 | 9  | 13 | 17 |    |    |    |    |    |
| Rot-Weiß Frankfurt     |    |    |    |    |    | 18 |    |    |    |    |    |
| TSG Backnang           |    |    |    |    | 17 |    |    |    |    |    |    |
| SV Wiesbaden           |    |    |    |    | 18 |    |    |    |    |    |    |
| Germania Wiesbaden     |    |    |    | 17 |    |    |    |    |    |    |    |
| 1. FC Pforzheim        | 15 | 13 | 7  | 18 |    |    |    |    |    |    |    |
| SpVgg Weiden           |    |    | 17 |    |    |    |    |    |    |    |    |
| VfR Pforzheim          |    |    | 18 |    |    |    |    |    |    |    |    |
| TSG Ulm 1846           | 8  | 18 |    |    |    |    |    |    |    |    |    |
| FC Emmendingen         |    | 19 |    |    |    |    |    |    |    |    |    |
| SpVgg Neu-Isenburg     | 17 |    |    |    |    |    |    |    |    |    |    |
| Borussia Fulda         | 18 |    |    |    |    |    |    |    |    |    |    |
| Amicitia Viernheim     | 20 |    |    |    |    |    |    |    |    |    |    |

Fuente:

### Simbología
| Símbolo | Significado               |
| ------- | ------------------------- |
| B       | Bundesliga                |
| Lugar   | Liga                      |
| Blanco  | Jugó en una liga inferior |

## Estadísticas

### Máximo goleador por temporada
| Edición | Goleador              | Club                        | Goles |
| ------- | --------------------- | --------------------------- | ----- |
| 1963-64 | Klaus-Peter Jendrosch | K. S. V. Hessen Kassel      | 34    |
| 1964-65 | Rainer Ohlhauser      | F. C. Bayern                | 42    |
| 1965-66 | Willibald Mikulasch   | E. S. V. Ingolstadt-Ringsee | 29    |
| 1966-67 | Bernd Windhausen      | S. V. Greuther Fürth        | 32    |
| 1967-68 | Wolfgang Breuer       | F. C. Bayern Hof            | 27    |
| 1967-68 | Franz Schäffner       | S. V. Waldhof Mannheim      | 27    |
| 1968-69 | Gerd Klier            | F. C. Villingen             | 23    |
| 1969-70 | Gerd Klier            | F. C. Villingen             | 22    |
| 1970-71 | Ludwig Bründl         | S. V. Stuttgarter Kickers   | 21    |
| 1971-72 | Erwin Kostedde        | O. F. C. Kickers            | 27    |
| 1972-73 | Ferdinand Keller      | T. S. V. München            | 26    |
| 1973-74 | Karl Obermeier        | F. C. Augsburg              | 25    |

Fuente: